# Pytalovskij rajon
Il Pytalovskij rajon (in russo Пыталовский район?) è un rajon dell'oblast' di Pskov, nella Russia europea. Istituito nel 1945, il cui capoluogo è Pytalovo.